# واين تينكل
واين تينكل (بالإنجليزية: Wayne Tinkle)‏ مواليد 16 يناير 1966 في ميلواكي، هو مدرب كرة سلة أمريكي ولاعب سابق. بدأ مسيرته الاحترافية في سنة 1989. يبلغ طوله 6 قدم 10 بوصة (2.1 م). اعتزل اللعب في 2001.

## المسيرة الاحترافية
لعب مع سي بي مورسيا في الدوري الإسباني في سنة 1993، ثم لعب مع يوفي كازيرتا باسكت في الدوري الإيطالي في موسم 1993–1994، ثم لعب مع نادي بيناس ويسكا لكرة السلة في الدوري الإسباني من سنة 1994 إلى 1996.

## روابط خارجية
- واين تينكل على موقع الدوري الإسباني لكرة السلة (الإسبانية)
- واين تينكل على موقع كرة السلة الأوروبية.كوم (الإنجليزية)
- واين تينكل على موقع كلية كرة السلة في سبورتس رفرنس.كوم (الإنجليزية)
- واين تينكل على موقع بروبوليرز (الإنجليزية)
- واين تينكل على موقع كلية كرة السلة في سبورتس رفرنس.كوم (الإنجليزية)
- واين تينكل على موقع سبورتس رفرنس (الإنجليزية)